# Discoverer

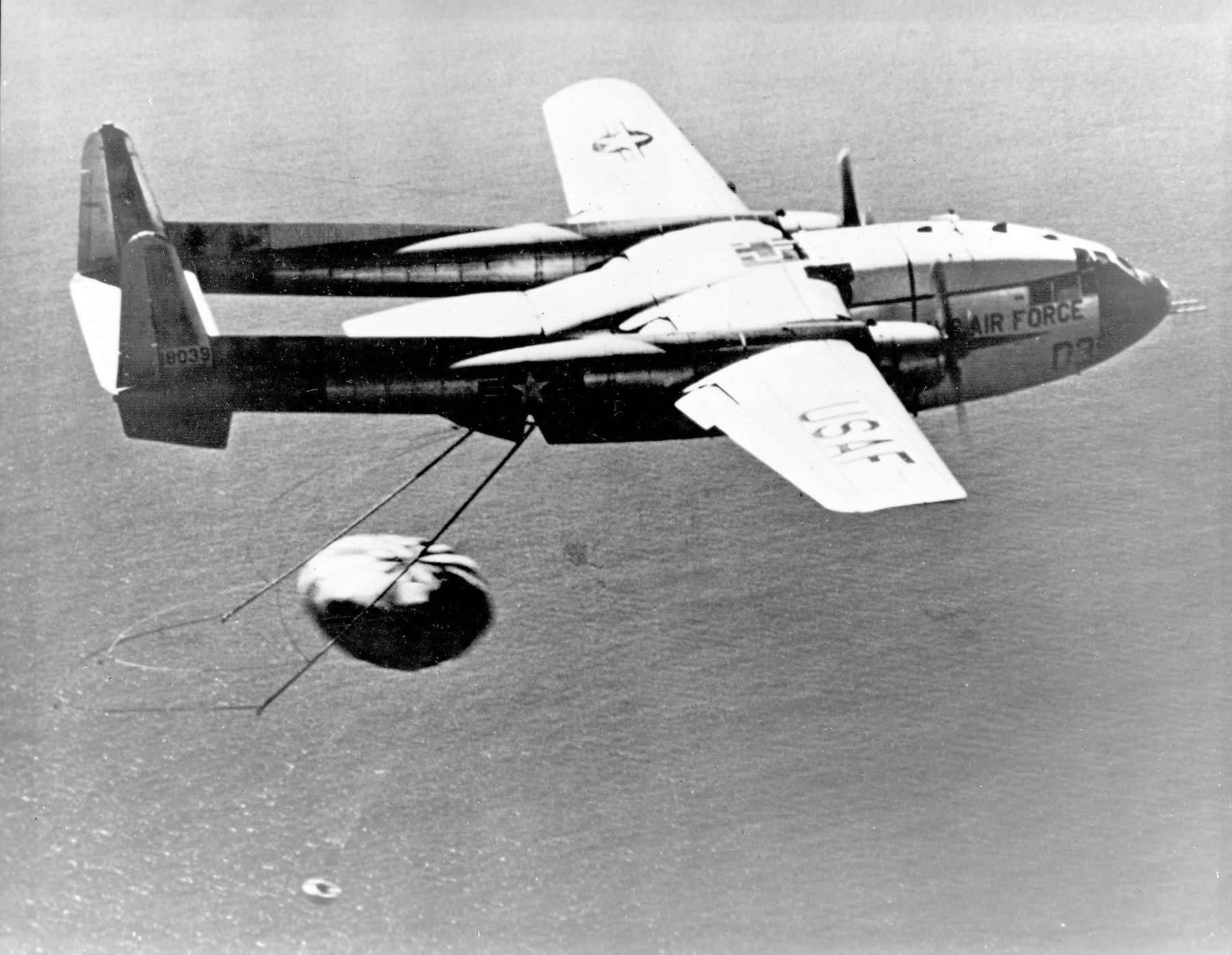
Návrat pouzdra družice Discoverer 14

Discoverer je označení řady družic Spojených států amerických z let 1959–1973, které byly předstupněm letů amerických astronautů a hlavně sloužily pro potřeby špionáže.

## Úkoly projektu
Pro veřejnost: Před programem letů kosmických lodí Mercury s astronauty na palubě bylo třeba vyzkoušet nosné rakety, prověřit techniku návratu těles zpět na Zem, přístrojové vybavení, manévrovací motorky, zacvičit personál.
Druhým, tehdy utajeným a vlastně hlavním cílem byl vojenský špionážní projekt CORONA, připravený CIA a složkami americké armády. Bylo potřeba pomocí fotografií z družic nahradit fotografování území zejména SSSR ze špionážních letadel. Fotografický materiál byl uschován v pouzdře a toto pouzdro bylo nutno dopravit na Zem.

## Přehled vypuštěných družic
K vypouštění družic byly použity nosné rakety Thor v různých variantách. Pro jejich starty byla určena základna Western Test Range s nízkou polární drahou. Bylo vysláno několik desítek družic s pořadovým číslem Discoverer 1 až 143. Družice byly různých tvarů a lišilo se i jejich vybavení a hmotnost.

### Nejznámější z počátků
- Discoverer 1 – start 28. února 1959, katalogizován poté v COSPAR 1959-002A
- Discoverer 2 – start 13. dubna 1959, COSPAR 1959-003A
- Discoverer 13 – start 10. srpna 1960, COSPAR 1960-008A
- Discoverer 14 – start 18. srpna 1960, COSPAR 1960-010A

## Výsledky
Start i program řady družic nebyl bez problémů. Docházelo k poruchám raket, neoddělení jejich stupňů, s několika družicemi bylo ztraceno spojení již na oběžné dráze, jiné se ztratily po přistání v oceánu. Přesto program přinášel potřebné výsledky. Některé družice (od Discoverer 14) byly zachyceny letadly již ve vzduchu na sestupové dráze, kdy letěly s padákem. Na Zem byly dodány desetitisíce snímků. Po roce 1960 létaly pod označením družice USAF v utajených programech americké armády.. Mnohé z družic katalogizovány v COSPAR nebyly, protože se nedostaly na oběžnou dráhu.